# Vetulonia
Vetulonia è una frazione del comune italiano di Castiglione della Pescaia, nella provincia di Grosseto, in Toscana. Antico borgo della Maremma grossetana, è sorto sulle ceneri dell'omonima città etrusca.

## Geografia fisica
Il borgo sorge a 300 metri sul livello del mare sulle propaggini orientali del massiccio di Poggio Ballone, prospicienti all'altura dove è situato il paese di Buriano, dominando a ovest la piana di Grosseto. Vetulonia dista circa 20 km da Grosseto e dal capoluogo comunale.

## Storia

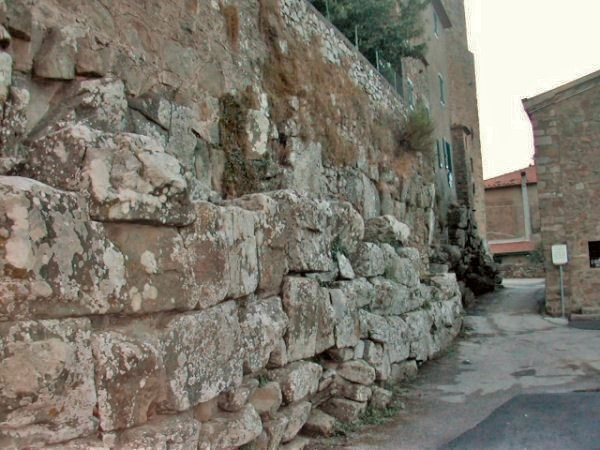
Le Mura dell'arce dette "ciclopiche"

Il territorio di Vetulonia, dall'etrusco Vatluna, è abitato sin dal IX secolo a.C., nel periodo villanoviano, come testimonia il ritrovamento di alcune necropoli, ma fu a partire dal VII secolo a.C., al tempo del massimo splendore della civiltà etrusca, che l'area divenne sede di sviluppo di una città più organizzata. Importante centro commerciale, finì col tempo a trovarsi a competere con la vicina Roselle, fondata su un'altura oltre la piana, poco più a oriente: le più facili comunicazioni col mare per mezzo del fiume Ombrone e la maggiore accessibilità degli scali sul lago Prile, congiunto con un canale navigabile con il mar Tirreno, fecero sì che il commercio andasse a vantaggio della sua rivale. Fino al V secolo a.C. Vetulonia conobbe un periodo di grande floridezza economica, a cui seguirono una temporanea crisi ed una ripresa durante il III secolo a.C., epoca in cui la città coniò una propria moneta, il cui simbolo, in cui appare un'ancora o dei delfini o un tridente, ricordava l'origine marittima della città. Della città di Vetulonia danno notizia Dionigi di Alicarnasso, Silio Italico, Plinio e Tolomeo. 
Sconosciuta è tuttavia la storia della Vetulonia nel passaggio tra età antica ed età medievale e sconosciuto è il motivo per cui il borgo iniziò ad essere noto prima con il nome di Colonnata e poi con quello di Colonna di Buriano, o semplicemente Colonna. Possesso dei vescovi di Lucca, il borgo fu a lungo conteso tra i signori Lambardi di Buriano e l'abbazia di San Bartolomeo a Sestinga, che finì per acquisire Colonna intorno all'anno mille. Divenuta proprietà di Massa Marittima nel 1323, finì per essere conquistata da Siena nel 1332, entrando a far parte della Repubblica della città del palio. Il borgo seguì poi le sorti del territorio circostante, venendo inglobato nel granducato di Toscana nella metà del XVI secolo e divenendo frazione di Castiglione della Pescaia. L'evento che segnò il ritorno di Vetulonia nella storia fu la visita che il medico Isidoro Falchi effettuò a Colonna il 27 maggio 1880, dove tra le altre cose notò una parte delle antiche mura ciclopiche ancora oggi presenti all'interno del paese. Tra il 1883 e il 1900 il Falchi riportò alla luce necropoli e resti riferibili ad un ampio periodo di tempo tra il IX e I secolo a.C., che lo convinsero di avere finalmente individuato il sito della perduta città etrusca di Vetulonia. Il 22 luglio 1887, nonostante pareri contrastanti da parte di personalità dell'archeologia nazionale, un regio decreto riassegnò al borgo di Colonna il nome originario di Vetulonia.
Oggi Vetulonia è un piccolo paese raggiunto da numerosi turisti, soprattutto nei mesi estivi, per la presenza di numerosi siti archeologici di massima importanza.

## Monumenti e luoghi d'interesse

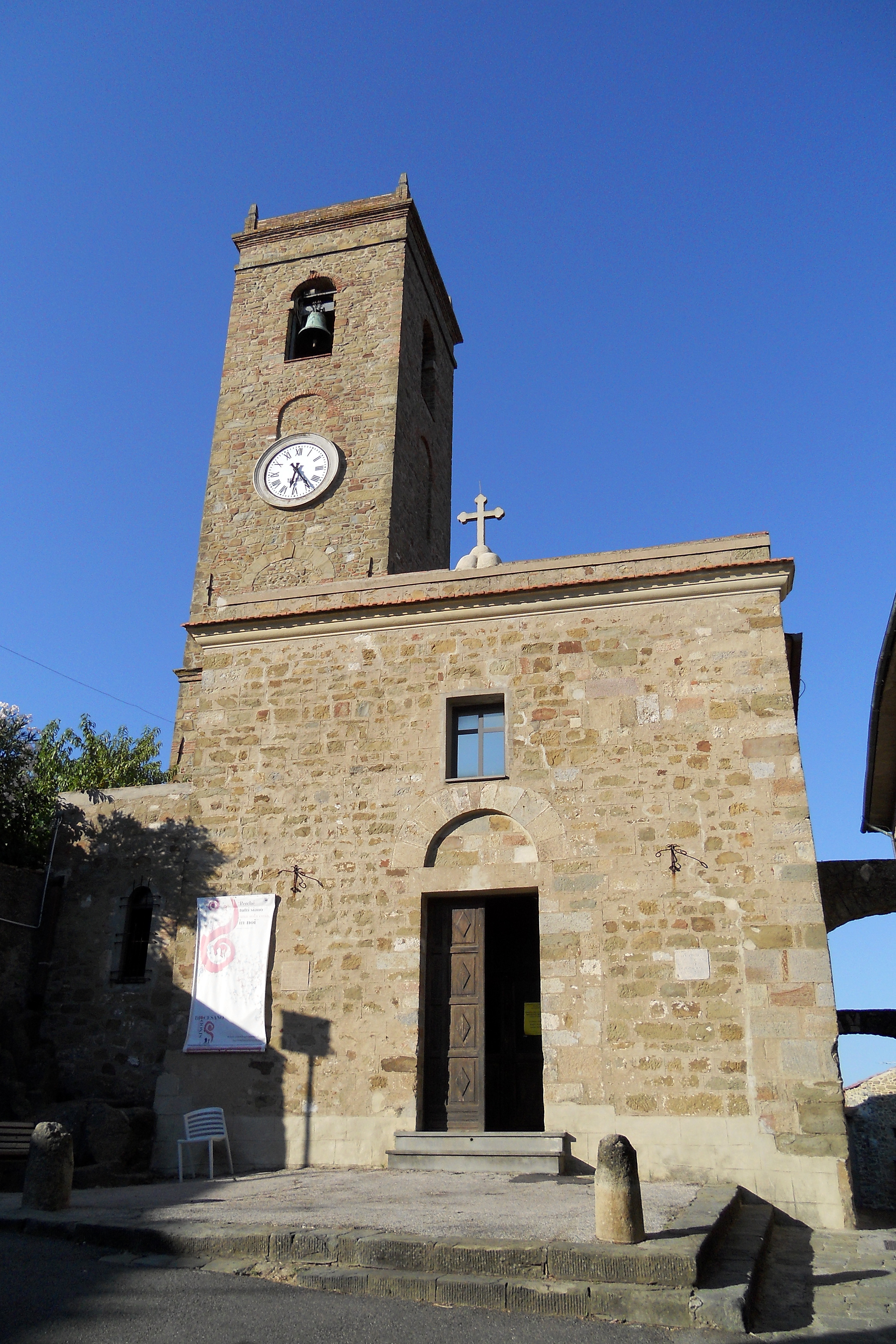
La chiesa dei Santi Simone e Giuda

### Architetture religiose
- Chiesa dei Santi Simone e Giuda, chiesa parrocchiale della frazione, è ricordata sin dall'XI secolo come proprietà dell'abbazia di Sestinga. Elevata a parrocchia nel 1334, è stata rimaneggiata sostanzialmente agli inizi del XX secolo, facendo sì che perdesse l'antico aspetto romanico.

- Oratorio di Santa Maria delle Grazie, situato in via della Madonna, risale al XV secolo e si presenta con una semplice facciata a capanna. Un tempo sede della compagnia dei santi Fabiano e Sebastiano, è stata modificata verso la metà del XVIII secolo; conserva all'interno l'affresco con la Madonna col Bambino tra i santi Fabiano e Sebastiano, coevo alla costruzione della chiesa, ridipinto nel 1909 da G. Casucci per volere di Teresa Guidi.

- Abbazia di San Bartolomeo a Sestinga, originariamente costruita nell'XI secolo sul poggio di Badia Vecchia, fu riedificata nel secolo successivo nella località oggi nota come Il Convento. Importante monastero benedettino, passò poi agli eremitani agostiniani per iniziare poi una lenta fase di declino. I ruderi delle due antiche strutture sono ancora oggi visibili.

- Cappella della Scala Santa, situata nella omonima località alle pendici del poggio di Vetulonia, è stata edificata nel 1935 e consacrata l'anno successivo. Fu fatta costruire per volere della famiglia Renzetti.

### Architetture militari
- Castello di Colonna, imponente fortezza medievale situata a Vetulonia – conosciuta con il nome di Colonna – risale all'VII secolo come proprietà dei vescovi di Lucca. Ceduto all'abbazia di Sestinga, fu poi nel XIII secolo proprietà dei Lambardi di Buriano e nel 1331 fu conquistato dai senesi, che vi costruirono un cassero. Modificato sostanzialmente nel XV secolo, è oggi addossato alle abitazioni del borgo.

- Castello di Casallia, situato a valle del borgo, in località Le Case, sorse intorno all'anno mille come convento dipendente dall'abbazia di Sestinga. Trasformato in castello nel XIII secolo, divenne residenza di vari signori locali. Sostanzialmente modificato nel XVI secolo, si presenta oggi inglobato in una costruzione rurale, ma è ancora riconoscibile la torre che costituiva l'ex campanile dell'antica struttura.

### Siti archeologici

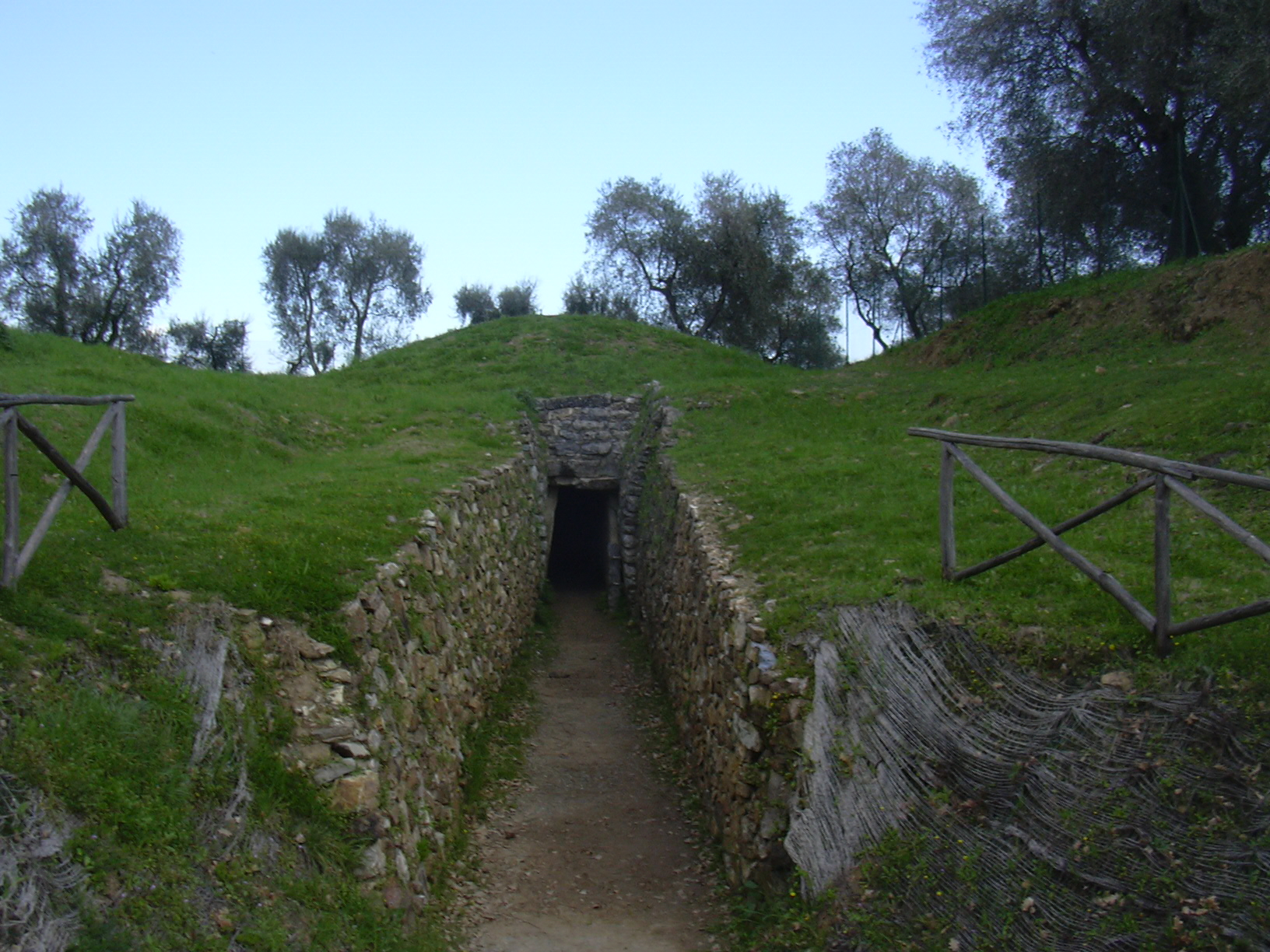
La tomba del Diavolino II

- Area archeologica di Vetulonia: il sito è stato scoperto alla fine del XIX secolo dall'archeologo Isidoro Falchi. È caratterizzato dai resti dell'abitato di età ellenistica, localizzato a Poggiarello Renzetti, lungo la strada comunale, a Costa Murata e a Costia dei Lippi, nei pressi del cimitero moderno e dalle suggestive necropoli distribuite sui colli che circondano l'abitato. Le più antiche tombe a pozzetto di età villanoviana, semplici buchi scavati nel terreno ove deporre i resti dei cremati entro vasi biconici o urne a capanna, non più riconoscibili all'interno della folta macchia mediterranea, sono state progressivamente sostituite dalle fosse per inumati, sovente raccolte entro circoli di pietre conficcate verticalmente al suolo, atti a delimitare i membri appartenenti ad uno stesso gruppo familiare. Fra le tombe a circolo, talora ancora individuabili sul terreno, ricordiamo il circolo di Bes, il circolo dei Monili, il circolo del Tridente, i due circoli delle Pellicce, il circolo dei Leoncini d'argento, la tomba del Littore e la tomba del Duce.[3] Particolarmente interessanti sono, nella seconda metà del VII secolo a.C., le due tombe monumentali, la tomba della Pietrera e la tomba del Diavolino II, costruite a camera quadrangolare con falsa cupola, accessibili tramite un lungo corridoio (dromos) e ricoperte da un grande tumulo di terra. I reperti rinvenuti nelle necropoli vetuloniesi sono conservati principalmente nel museo archeologico nazionale di Firenze, nel museo civico archeologico Isidoro Falchi di Vetulonia e nel museo archeologico e d'arte della Maremma di Grosseto.

- Mura dell'Arce, dette anche "mura ciclopiche", sono state realizzate probabilmente in età ellenistica, a riprova che qui era situato un centro urbano di una certa importanza. Della cinta muraria si sono conservati solo alcuni resti, mentre nel centro storico del borgo medievale se ne conserva un tratto, nella parte settentrionale, presso il quale venne eretta la fortificazione del castello di Colonna.

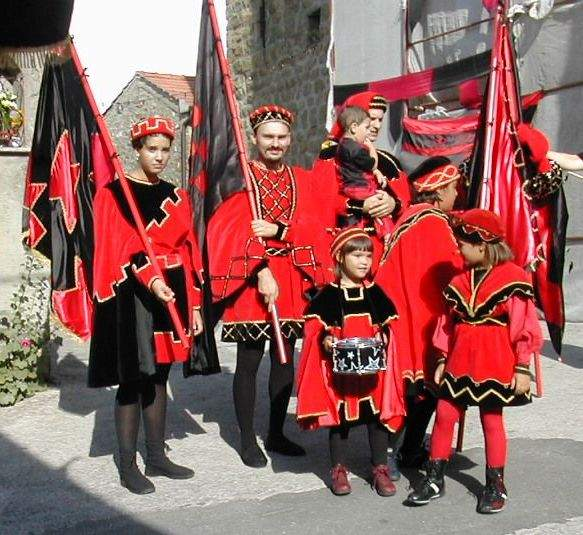
Il palio dei ciuchi del 2004

## Società

### Evoluzione demografica
Quella che segue è l'evoluzione demografica della frazione di Vetulonia. Sono indicati gli abitanti dell'intera frazione e dove è possibile la cifra riferita al solo capoluogo di frazione. Dal 1991 sono contati da Istat solamente gli abitanti del centro abitato, non della frazione.
| Anno | Abitanti | Abitanti       |
| Anno | Frazione | Centro abitato |
| ---- | -------- | -------------- |
| 1745 | 130      | -              |
| 1833 | 283      | -              |
| 1845 | 319      | -              |
| 1921 | 1 015    | -              |
| 1931 | 1 019    | -              |
| 1961 | 827      | 570            |
| 1981 | 546      | 382            |
| 1991 | -        | 345            |
| 2001 | -        | 271            |
| 2011 | -        | 254            |

### Tradizioni e folclore
A Vetulonia si svolge ogni prima domenica di settembre il palio delle contrade, la tradizionale corsa dei ciuchi in cui concorrono le quattro contrade in cui è diviso il paese: Borgo, Colonna, San Guglielmo e Torre.
Ad agosto si svolge anche il torneo di Palla eh!, o Palla 21, antico sport tradizionale oggi scomparso, ma ancora praticato solamente nei borghi di Vetulonia, Tirli, Torniella e Piloni (GR), Ciciano e Scalvaia (SI).

## Cultura

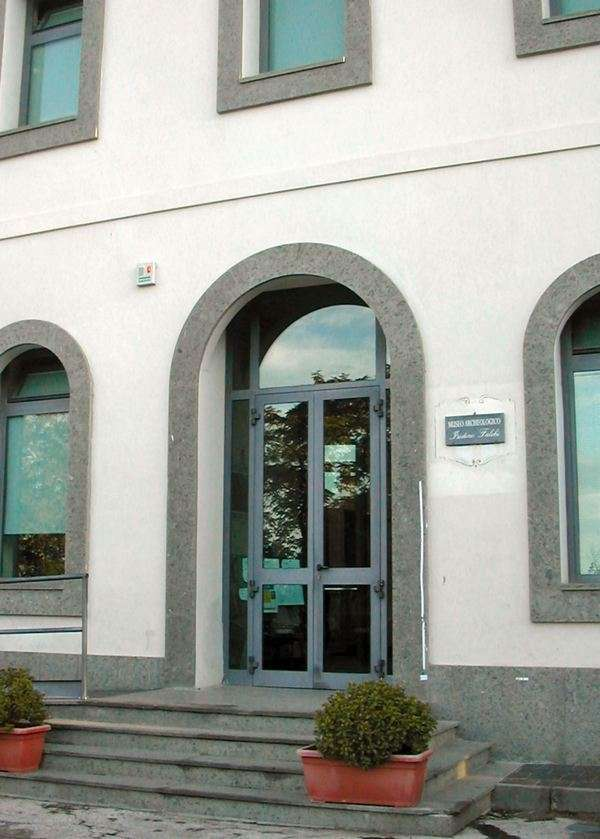
Il museo di Vetulonia

### Musei
A Vetulonia è situato il museo civico archeologico Isidoro Falchi, interessante museo etrusco fondato nel 1969 e riallestito nel 2000 all'interno dell'imponente palazzo del centro servizi polivalente della frazione. Il museo è inserito nella rete provinciale Musei di Maremma.

## Economia
L'agricoltura costituisce la base economica del paese di Vetulonia: nei dintorni si possono osservare le distese di uliveti e vigneti. Sino agli anni ottanta del XX secolo c'erano soprattutto allevamenti ovini, suini e galline, oggi praticamente scomparsi. C'era il fenomeno di immigrazione di manodopera, verso le campagne grossetane oppure le vicine miniere di pirite di Ravi e Gavorrano.

## Sport
- A Vetulonia si pratica il gioco tradizionale di palla eh!
- Ha sede nella frazione la società calcistica Polisportiva Etrusca Vetulonia 1963, rifondata nel 2002 che disputa la Seconda Categoria.